# Bo Hansen
 Der er flere personer med dette navn, se Bo Hansen (flertydig).
Bo Hansen (født 16. juni 1972) er en dansk tidligere fodboldspiller, der spillede angriber.

## Karriere
Bo Hansen er født i Holstebro og begyndte karrieren i Holstebro Boldklub. I juli 1991 udviste Brøndby IF interesse for Hansen. Hansen valge at færdiggøre sin uddannelse og spillede yderligere tre år for Holstebro, hvormed han nåede at spille over 140 kampe for klubben.
I 1994 skiftede han til Brøndby IF, hvor han skrev under på en deltidsaftale for samtidig at kunne gøre brug af sin uddannelse. Han blev en succes og kåret til efterårets profil af Tipsbladet i efteråret 1994. Det betød udtagelse til landsholdet, og han var med til Confederations Cup i Saudi-Arabien i 1995, hvor han deltog i kampen mod værtslandet Saudi-Arabien. Det blev hans eneste landskamp, efter han de næste år blev ramt af skader og havde problemer med at holde et stabilt højt niveau. 
Hans sæson i 1997/1998 var spillemæssigt fremragende, og Brøndby vandt The Double, hvor Hansen og Ebbe Sand var et af de mest målfarlige angrebspar i Superligaens historie. I starten af 1999 skiftede han til engelske Bolton Wanderers i den næstbedste engelske række i en handel, der ifølge B.T. havde en værdi af £1 millioner. Han fik sin debut den 21. februar 1999, da han blev skiftet ind med 14 minutter tilbage. De rykkede op i 2001, men med oprykningen fik han sværere ved at få spilletid og skiftede tilbage til danske FC Midtjylland i 2002. Han måtte opgive karrieren på topplan på grund af slidgigt i knæet i september 2004 i en alder af 32 år. Han har sidenhen spillet som amatør for Holstebro Boldklub i 2. division.